# Anicius Faustus Albinus Basilius
Anicius Faustus Albinus Basilius was een patriciër en de laatste niet-keizerlijke consul van het Romeinse Rijk.
Basilius behoorde tot een belangrijke aristocratische familie. Waarschijnlijk was hij de zoon van de Faustus Albinus, die in 493 consul was.
Op 1 januari 541 werd Basilius tot consul benoemd in Constantinopel, als de laatste niet-keizerlijke persoon die dit ambt zou vervullen. Keizer Justinianus I schafte het ambt de facto af vanaf 542. Na het consulaat van Basilius werd er nog tot 565 doorgeteld (post consulatum Basilii), en tot 668 ging men dan verder met wie de huidige keizer was - tot en met Constans II namen alle keizers bij het begin van hun regeerperiode voor korte tijd nominaal het consulschap op zich.
In 546 was Basilius in Rome. Samen met Bessas, ook Patriciër en tevens magister militum, ontvluchtte hij toen die stad, omdat Totila, koning van de Ostrogoten de stad veroverde. Met verschillende andere aristocraten vertrokken ze naar Constantinopel.